# Критско въстание (1866 – 1869)
Вижте пояснителната страница за други значения на Критско въстание.
Критското въстание от 1866 – 1869 година (на гръцки: Κρητική Επανάσταση) е най-кървавото и най-продължителното от въстанията на критските гърци срещу османското владичество през XIX век. Макар и неуспешно в непосредствената си цел – освобождение и обединение с Гърция, то засилва националноосвободителното движение на Балканите и натиска върху османските власти за реформи в полза на християнските поданици на султана. Все пак въстаниците постигат ограничена автономия на Крит в състава на империята. Един от косвените резултати от въстанието е решаването на българския църковен въпрос през 1870 чрез учредяването на Българската екзархия във вреда на гръцката патриаршия.

## Предпоставки
До 1866 година християнското население на Крит въстава неколкократно срещу османското владичество. Въстанието през 1821 е част от общогръцката освободителна война. В контраст с успеха на гърците на материка, поради военноморската немощ на бунтовниците то е потушено кърваво, но сравнително бързо, от египетските съюзници на султана. Повод за следващото надигане на критяните през 1833 е данъчният и административният натиск на египетския наместник на острова, а движението през 1841 е по почин за обединение със свободна Гърция.
Въпреки пораженията, освободителното движение на критските гърци се засилва успоредно с демографската промяна в полза на християните за сметка на значителното мюсюлманско малцинство. Под египетска власт през 30-те години на XIX век са извършени реформи, които засилват християнския елемент и в икономически план с правото на капитаните (християнските първенци) да откупуват събирането на данъци. Неизпълнението на обещанията за равноправие, дадени с Хатихумаюна от 1856 година, дава повод за допълнителни брожения през следващите години.

## Начало
През май 1866 в Агия Кириаки, край Ханя, се провежда събрание на християнски представители. Резултатът са обръщения към султана и към Великите сили, поели ангажимент за реформи в Османската империя с Парижкия мирен договор десет години по-рано. Към султана са предявени редица икономически и политически претенции, в това число намаляване на данъците, свободни избори, допускане на гръцкия език в съдилищата и други. Призивът към силите е да издействат съединение с Гърция или поне самоуправление на Крит. От Цариград отговарят с категоричен отказ и нареждане до управителя на острова Исмаил паша Хекимбашъ да потуши започналите размирици. Месец по-късно (21 август) „Общото събрание на критяните“ в Аскифу, край Сфакия, обявява отцепване на Крит от Османската империя и съединение с Гърция.
Бойните действия избухват в края на същия месец. Въстаниците принуждават турските войски и мюсюлманското население да се оттеглят в крайбрежните крепости. Турците отговарят с излази срещу бунтовнически бази като похода на новия валия, Мустафа Наили паша, и превземането на Аркадския манастир през ноември 1866 година. В тези борби загиват хиляди воюващи и мирни жители от двете страни. Опустошени и/или опожарени са стотици селища. Над 50 000 бежанци са прокудени в Гърция. Макар и да не е готово нито военно, нито финансово, поставеното под силен обществен натиск гръцкото правителство рискува открита конфронтация с Османската империя, като оказва съществена материална подкрепа на въстаниците. В тяхна помощ пристигат голям брой доброволци от различни европейски страни, включително и българи (Коста Евтимов, Димитър Общи, Петко Киряков и други). За да прекъсне помощта за въстаниците, османското командване налага морска блокада, която води до масов глад в Крит още в първите месеци на бунта.

## Международен отзвук
Критското въстание стимулира броженията на християните в други части на Европейска Турция. През 1867 гръцки патриоти вдигат безуспешно въстание в Епир. Поради неофициалната поддръжка от Атина за епирските и критските въстаници, отношенията между Гърция и Османската империя се обтягат. Това подтиква гръцкото правителство да сключи същото лято антиосмански съюз със Сърбия, която търси териториално разширение в Босна и Херцеговина. По същото време се активизира и българската емиграция в Румъния, която праща четите на Панайот Хитов и Филип Тотю в Балкана и договаря със сърбите създаването на Втората българска легия.
Финансовата и дипломатическата подкрепа на Русия за тези действия е пресечена със задружните усилия на Австрия и Франция, които се противопоставят на териториални промени на Балканите. Френският император Наполеон III първоначално подкрепя присъединяването на Крит към Гърция, но по-късно залага на реформи в Османската империя за умиротворяване на християните. Два руски демарша – срещу изпращането на турски войски на острова и, впоследствие, за изпращането на международна анкетна комисия, са парирани от останалите Велики сили, които не желаят отслабване на Османската империя за сметка на руското влияние.

## Потушаване
Разнобоят между Великите сили позволява на Високата порта да съсредоточи на Крит значителни сили (по някои сведения до 40 000 бойци), които сломяват отслабените от морската блокада въстаници и ги изтласкват в планините до есента на 1867 година. За да усмири окончателно острова и да предотврати по-нататъшна намеса на европейците, през октомври великият везир Али паша обявява амнистия за бунтовниците и свиква представители на мюсюлманската и християнската общност за изработване на проект за административни, финансови и икономически реформи. Резултатът е султански ферман от началото на 1868 година, с който на Крит се предоставя автономен статут.
Усилването на въстаническите отряди с нови доброволци от Гърция кара Високата порта през декември същата година да постави ултиматум на Атина. Войната е предотвратена с намесата на Франция и Русия. Конференцията, свикана на 20 януари 1869 в Париж, принуждава гръцкото правителство да прекрати подкрепата за критските бунтовници и да изплати компенсации на критските мюсюлмани. Останали без дипломатическа подкрепа, с оскъдна прехрана и муниции, оцелелите въстанически отряди прекратяват съпротивата още същата пролет.

## Последици
Уредбата от 1868 година не удовлетворява критските гърци. Нова поредица от въстания през следващите три десетилетия водят до пълна автономия на Крит и замяната на османската власт с европейска окупация през 1898 година. Островът е присъединен към Гърция през 1912 в резултат от Балканската война.
Критското въстание от 1866 прави османското правителство по-отстъпчиво към исканията на българите за автокефална църква. Опасявайки се от едновременно надигане на Крит и България, то насърчава българо-гръцкия конфликт по църковния въпрос с учредяването на Екзархията през 1870, последвано две години по-късно от Българската схизма.